# Železniční vlečka na brněnské výstaviště
Vlečka na brněnské výstaviště byla železniční vlečka vedoucí z brněnského dolního nádraží po ulici Poříčí do areálu brněnského výstaviště. Svojí délkou se řadila mezi nejdelší vlečky v Brně a způsobem vedení přímo uprostřed silnice I. třídy patřila mezi nejneobvyklejší vlečky v České republice. Stavební délka kolejí vlečky činila 3,459 km. Úrovňově křížila dvě tramvajové tratě a na jednu z nich, v ulici Křížové, byla napojena spojkou. K úřednímu zrušení vlečky došlo 1. listopadu 2022.

## Historie vlečky
Původně se jednalo o jednu z mnoha tramvajových vleček, které v Brně vznikly koncem 19. století za provozu parních tramvají. Zbudována byla v roce 1889 jako vlečka do starobrněnského (Bauerova) cukrovaru v areálu dnešního výstaviště, která odbočovala z tramvajové tratě k Ústřednímu hřbitovu v místě dnešní křižovatky ulic Křížové a Poříčí. V roce 1890 byla zprovozněna krátká odbočná kolej do smaltovny bratří Gottliebové & Brauchbar (dnes křižovatka Poříčí × Rybářská, na břehu Svratky). Cukrovar roku 1906 vyhořel a již nebyl obnoven, vlečka tedy ztratila svůj smysl (zda byla snesena, není jisté). V provozu zůstal pouze úsek z Křížové do smaltovny, jenž byl o dva roky později elektrifikován. Při příležitosti konání Výstavy soudobé kultury na nově postaveném výstavišti došlo v roce 1927 k obnově části bývalé vlečky od smaltovny přibližně k dnešnímu hotelu Voroněž, kde dráha končila blatnou jámou, která byla určena pro odpad z čisticího vozu. V první polovině 30. let 20. století bylo v souvislosti se stavbou nového mostu přes Svratku upraveno napojení vlečky na tramvajovou trať. Vlečka do smaltovny zůstala v provozu až do roku 1956, kdy na ní byl jako na poslední vlečkové trati ve vnitřním městě zastaven provoz.
Vlečku převzaly Brněnské veletrhy a výstavy a vzhledem k obnově a rozšiřování brněnského výstaviště byla kompletně přestavěna a prodloužena: na západní straně do veletržního areálu, na východní straně podél řeky až na dolní nádraží. Stavbu provedl v roce 1957 Dopravní podnik města Brna, napojení na tramvajovou trať v Křížové ulici zůstalo zachováno. V areálu výstaviště byla vlečka rozvětvena.
Ke zrušení vlečky mělo dojít v souvislosti s uvažovaným přesunem brněnského hlavního nádraží. V odsunuté poloze Hlavního nádraží by nebylo možno vlečku zaústit do sítě Správy železnic. Vlečka rovněž nebyla zanesena v novém územním plánu. Ke zrušení vlečky došlo nakonec dříve z důvodu stavby protipovodňových opatření v letech 2022 až 2023, kterou realizuje město Brno a kvůli které bylo třeba část vlečky odstranit. Vlečka má být přerušena mezi Dolním nádražím a mostem přes Uhelnou ulici z důvodu stavby protipovodňové hráze. Počítá se pouze s ponecháním napojení na tramvajovou trať v ulici Poříčí. Na základě žádosti majitele vlečky vydal Drážní úřad rozhodnutí o zrušení vlečky s platností od 1. listopadu 2022.

## Průběh vlečky
Původní vlečková trať do cukrovaru odbočovala z tramvajové tratě k Ústřednímu hřbitovu před mostem přes Svratku, v místě dnešní křižovatky ulic Křížové a Poříčí, vlevo pravotočivým obloukem, překřížila tramvajovou dráhu a pokračovala západním směrem podél řeky Svratky. U dnešní ulice Rybářské z ní odbočovala 37 m dlouhá kolej do smaltovny bratří Gottliebové & Brauchbar, která se v areálu podniku rozvětvila. Vlečka do cukrovaru vedla dále po břehu Svratky, u dnešního hotelu Voroněž se od vodního toku odklonila v trase ulice Poříčí, překonala Rybářskou ulici, Svratecký náhon a dnešní Křížkovského ulici a pokračovala nezastavěným územím dnešního výstaviště do cukrovaru, který se nacházel u Bauerova zámečku, kde se větvila. Celková délka činila 1,5 km. V roce 1928 byla délky vlečky do smaltovny 396 m, přičemž v km 0,274 z ní odbočovala trať k blatné jámě o délce 459 m. V první polovině 30. let 20. století byl upraven počátek vlečky: nově odbočila z tramvajové trati vpravo běžným obloukem; v prostoru dnešní zastávky Poříčí se nacházela mezi tramvajovými kolejemi spojka.
Současná vlečka o délce 2,8 km začínala v bývalém depu kolejových vozidel v areálu dolního nádraží. Vedla areálem depa až k bráně nedaleko přejezdu na ulici Rosická. Za tímto přejezdem se nacházelo tříkolejné předávací kolejiště, dále vlečka procházela pod Vídeňským viaduktem trati do Břeclavi a následně se v křižovatce ulic Heršpické a Poříčí napojovala na ulici Poříčí, v jejímž středu následně pokračuje. Celý 1,5 km dlouhý úsek po ulici Poříčí, která tvoří část Velkého městského okruhu (silnice I/42), byla vedena jako přejezd a kolejový pás uprostřed ulice byl na několika místech využit jako odbočovací pruh pro automobily. V ulici Poříčí křížila vlečka tramvajovou trať vedenou ulicí Nové sady a Renneskou třídou (u haly Rondo) a tramvajovou trať vedenou ulicemi Křížová a Vídeňská, kde zůstala zachována spojka od Mendlova náměstí směr výstaviště. Tato spojka byla využívána k přetahu tramvají na výstaviště. U hotelu Voroněž odbočovala vlečka z ulice Poříčí, vedla po samostatném tělese, křížila ulici Křížkovského a ihned poté procházela branou do areálu výstaviště, kde byla rozdělena na tři koleje. Levá kolej vycházející z pavilonu B byla se střední kolejí spojena dvěma spojkami, čímž bylo umožněno objetí soupravy stojící na levé nebo střední koleji. Všechny tři koleje byly zakončeny zarážedly z ohýbaných kolejnic.

## Provoz
Vlečka byla používána především pro dopravu kolejových vozidel na strojírenské veletrhy a popřípadě převoz objemnějších exponátů. Od 90. let 20. století její význam upadá a v roce 2011 byla navržena na zrušení. V posledních letech existence vlečky na ní bylo vypravováno jen pár vlaků do roka např. na strojírenském veletrhu (objem vystavovaných vozidel byl snížen na minimum), při nostalgických jízdách, či zvláštních vlacích na objednávku.

## Rekonstrukce
Dne 3. 9. 2022 byla provedena rekonstrukce kolejového křížení vlečky s tramvajovou tratí na křižovatce ulic Renneská třída, Nové sady, Poříčí. Bylo vloženo kolejové křížení, které umožňuje průjezd tramvají bez omezení rychlosti. Kolejový žlábek ve směru vlečky je v křížení přerušen.[zdroj?]

## Galerie

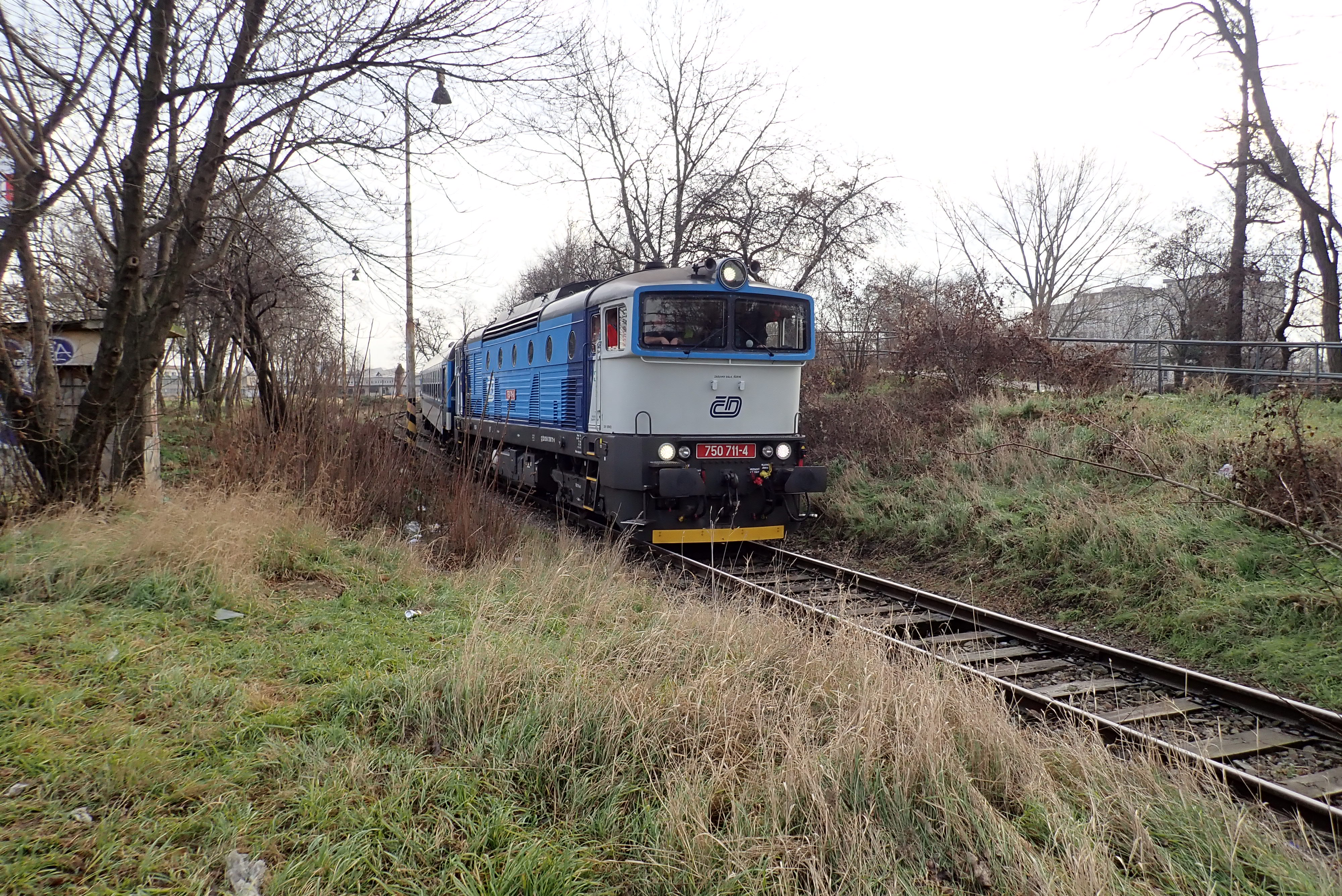
Vlak na výjezdu z předávacího kolejiště vlečky směřující k ulici Poříčí
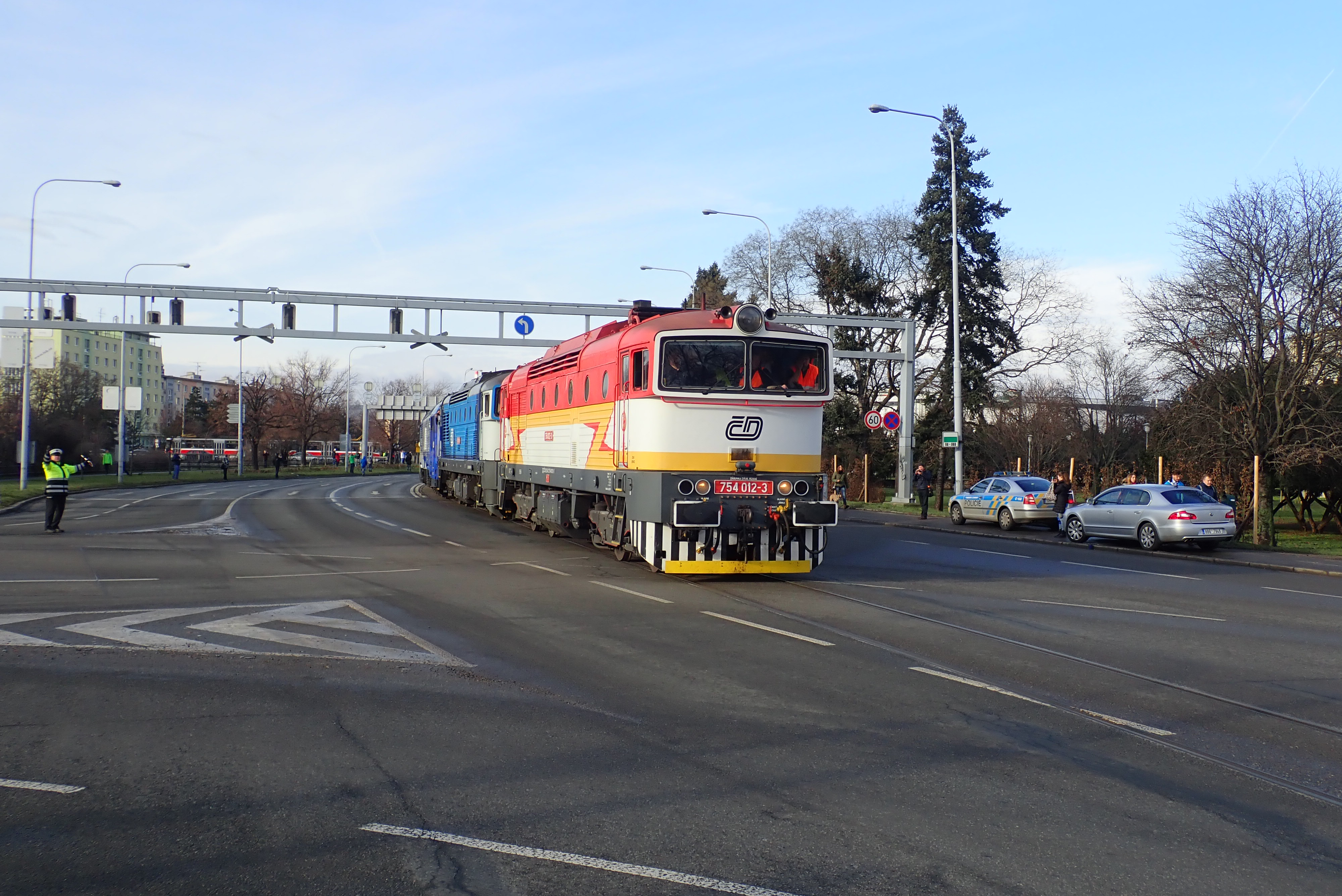
Vlak na ulici Poříčí ve směru k předávacímu kolejišti
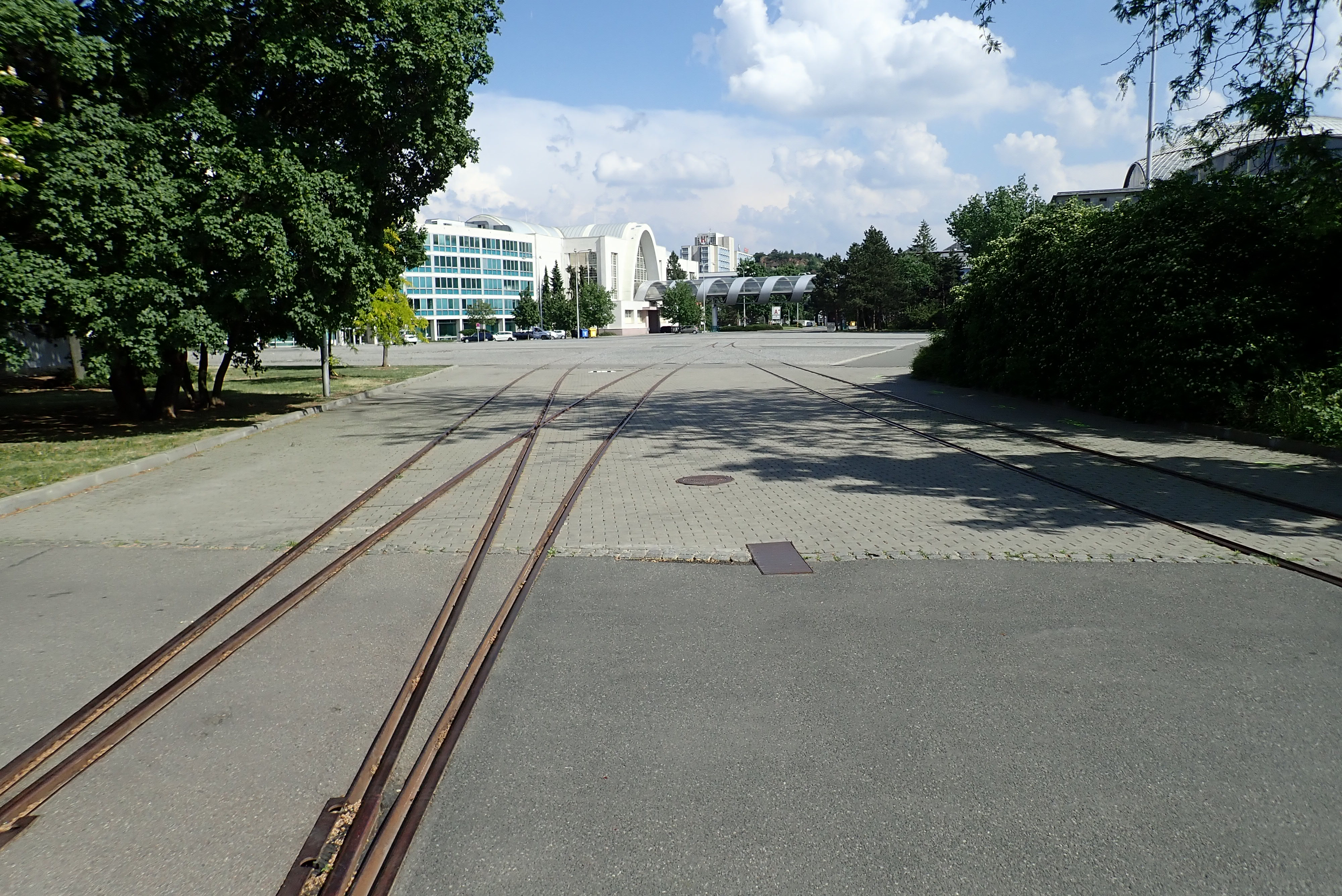
Vlečka v areálu výstaviště
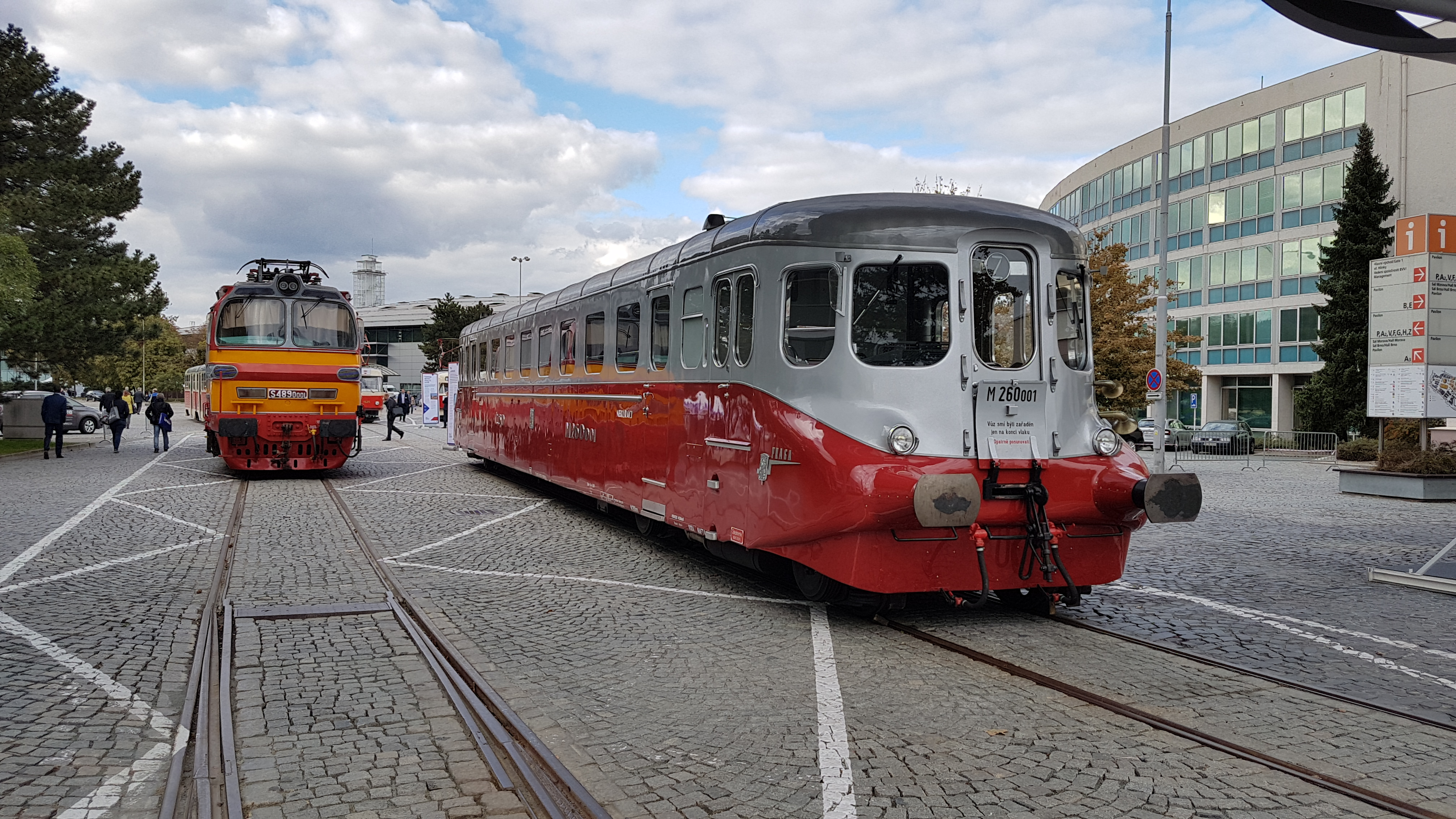
Kolejové exponáty v areálu výstaviště v době konání Mezinárodního strojírenského veletrhu
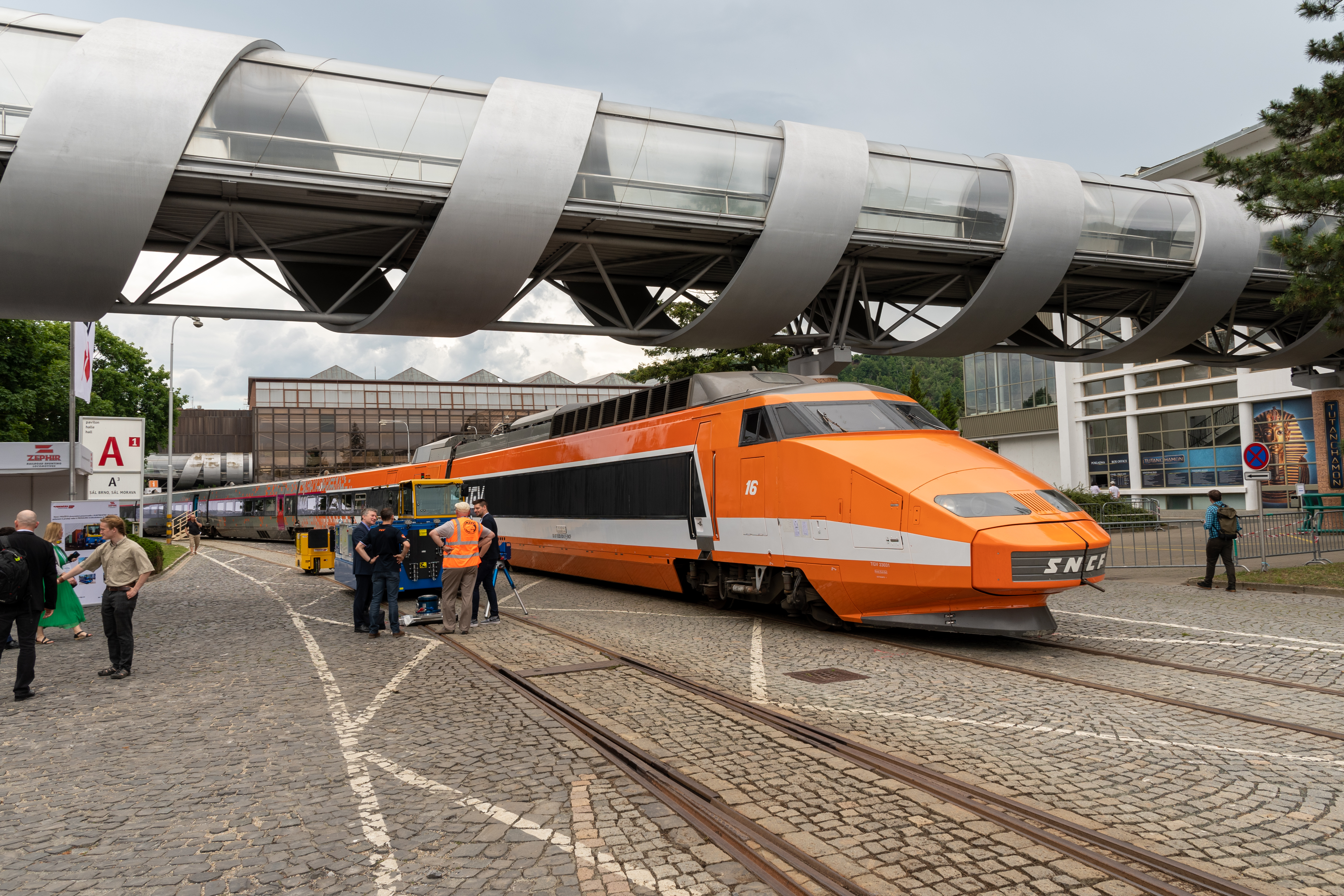
TGV PSE na veletrhu Rail Business Days 2022, který byl posledním veletrhem s účastí kolejových vozidel před zrušením vlečky